# No Dice
| 전문가 평가                   | 전문가 평가 |
| 평가 점수                     | 평가 점수   |
| 출처                          | 점수        |
| ----------------------------- | ----------- |
| AllMusic                      | [ 2 ]       |
| Christgau's Record Guide      | B           |
| Encyclopedia of Popular Music | [ 4 ]       |
| The Great Rock Discography    | 7/10        |
| Mojo                          | [ 6 ]       |
| MusicHound Rock               | 5/5         |
| The Rolling Stone Album Guide | [ 8 ]       |
| Tom Hull                      | B           |
| Uncut                         | [ 10 ]      |

《No Dice》는 1970년 11월 9일에 발매된 영국의 록 밴드 배드핑거의 세 번째 스튜디오 음반이다. 배드핑거라는 이름으로 된 두 번째 음반이지만, 그 이름으로 된 첫 번째 공식 음반이며, 기타리스트 조이 몰랜드를 포함한 첫 번째 음반인 《No Dice》는 영국 그룹의 인기를 특히 해외에서 크게 확장시켰다. 이 음반에는 히트 싱글 〈No Matter What〉과 노래 〈Without You〉가 모두 포함되어 해리 닐슨에게 큰 인기를 끌었고, 나중에 머라이어 캐리에게도 인기를 끌었다.

## 배경
비록 배드핑거라는 이름으로 발매된 밴드의 두 번째 음반이었지만, 이전 음반인 《Magic Christian Music》은 원래 아이비스로 녹음되었지만 배드핑거로 발매되었다. 베이시스트 론 그리피스를 대체하여 새로운 기타리스트 조이 몰랜드가 그룹에 합류한 후 녹음된 밴드의 첫 번째 음반이었지만, 몰랜드의 추가로 인해 톰 에번스는 리듬 기타에서 베이스로 전환했다. 배드핑거는 이 라인업으로 일반적으로 가장 성공적인 녹음인 다섯 개의 음반을 발매했다.
커버 아트에 묘사된 모델은 공식적으로 확인된 적이 없다. 몰랜드에 따르면, "그 여성은 진 마혼과 리처드 딜로가 촬영을 위해 고용한 모델이었고, 그들은 커버를 디자인했고, 우리는 실제로 그녀를 만난 적이 없습니다." 몰랜드는 리처드 딜로에게 커버 모델이 "70년대 비틀페스트에서" 누구인지 물어봤다고 계속했다. 딜로는 그녀의 이름은 캐시였지만 모델이었던 캐시 몰랜드는 아니라고 말했다.

## 발매
《No Dice》는 빌보드 200 차트에서 28위로 정점을 찍었다. 당시 음악 리뷰에서 널리 찬사를 받은 《롤링 스톤》은 비틀즈가 초기 공식을 유지했다면 어떤 느낌이었을지 잘 나타낸다고 평했다.
이 LP의 싱글 〈No Matter What〉은 1970년 빌보드 핫 100 차트에서 미국에서 8위로 정점을 찍었다. 이 노래는 종종 파워 팝 장르의 초기 제안으로 여겨진다. 이 음반은 또한 〈Without You〉의 원래 버전을 포함한다. 비록 배드핑거는 유럽이나 북미에서 싱글로 이 노래를 발표하지 않았지만, 1972년 해리 닐슨에 의해 빌보드 핫 100 차트 1위에 올랐고, 1994년 머라이어 캐리의 히트곡이 되었다. 〈Without You〉는 200명 이상의 아티스트가 커버한 출판 로열티에서 배드핑거에게 최고의 수익을 안겨주었다.

## 곡 목록
| #  | 제목                | 작사·작곡              | 재생 시간 |
| -- | ------------------- | ---------------------- | --------- |
| 1. | 〈I Can't Take It〉 | 피트 햄                | 2:57      |
| 2. | 〈I Don't Mind〉    | 톰 에번스, 조이 몰랜드 | 3:37      |
| 3. | 〈Love Me Do〉      | 몰랜드                 | 3:00      |
| 4. | 〈Midnight Caller〉 | 햄                     | 2:50      |
| 5. | 〈No Matter What〉  | 햄                     | 3:01      |
| 6. | 〈Without You〉     | 햄, 에번스             | 4:43      |

| #  | 제목                   | 작사·작곡                  | 재생 시간 |
| -- | ---------------------- | -------------------------- | --------- |
| 1. | 〈Blodwyn〉            | 햄                         | 3:26      |
| 2. | 〈Better Days〉        | 에번스, 몰랜드             | 4:01      |
| 3. | 〈It Had to Be〉       | 마이크 기빈스              | 2:29      |
| 4. | 〈Watford John〉       | 에번스, 기빈스, 햄, 몰랜드 | 3:23      |
| 5. | 〈Believe Me〉         | 에번스                     | 3:01      |
| 6. | 〈We're for the Dark〉 | 햄                         | 3:55      |